# Zygosaccharomyces bisporus
Zygosaccharomyces bisporus är en svampart som beskrevs av H. Nagan. 1917. Zygosaccharomyces bisporus ingår i släktet Zygosaccharomyces och familjen Saccharomycetaceae.   Inga underarter finns listade i Catalogue of Life.